# L'Échelle
L'Échelle är en kommun i departementet Ardennes i regionen Grand Est (tidigare regionen Champagne-Ardenne) i nordöstra Frankrike. Kommunen ligger  i kantonen Rumigny som ligger i arrondissementet Charleville-Mézières. År 2022 hade L'Échelle 133 invånare.

## Befolkningsutveckling
Antalet invånare i kommunen L'Échelle
Referens: INSEE